# Marcin Borski
Marcin Filip Borski (ur. 13 kwietnia 1973) – były polski sędzia piłkarski (Mazowiecki ZPN), sędzia Ekstraklasy i międzynarodowy (licencja FIFA od 2006). Jedyny polski sędzia powołany przez UEFA jako sędzia techniczny na EURO 2012.

## Życiorys
Absolwent Liceum Ogólnokształcącego im. Jana Zamoyskiego w Warszawie i Wydziału Zarządzania Uniwersytetu Warszawskiego. Z zawodu jest analitykiem giełdowym – długoletnim pracownikiem wielu instytucji rynku kapitałowego, m.in. GPW w W-wie S.A., Ministerstwa Skarbu Państwa, KGHM S.A. i BGŻ S.A. Na przełomie lat 80. i 90. uprawiał piłkę nożną w nieistniejącym już klubie RKS „Sarmata” na warszawskiej Woli. W sezonie 1996/97 awansował do III ligi, aby następnie przez dwa sezony 1997/98 1998/99 sędziować na zapleczu Ekstraklasy. W najwyższej klasie rozgrywkowej sędziuje od sezonu 1999/2000.
Rodzinnie związany z Polskim Związkiem Piłki Nożnej za sprawą swojej matki – Lidii Borskiej, która w latach 1974–2013 była etatowym pracownikiem PZPN, będąc Koordynatorem ds. Futsalu PZPN oraz pracownikiem Działu Zagranicznego PZPN. Natomiast według byłego prezesa GKS-u Katowice ówcześnie urzędujący prezes PZPN Michał Listkiewicz był dobrym znajomym nieżyjącego ojca sędziego – Jerzego Borskiego, dyrektora Ośrodka Sportowego PZSN Start w Wiśle.
Kontrowersje wzbudzała także jego praca na stanowisku pełnomocnika Zarządu KGHM Polska Miedź SA (właściciela klubu piłkarskiego Zagłębie Lubin) i jednoczesne sędziowanie zawodów piłkarskich. Po awansie Zagłębia do I ligi w lipcu 2004, Borski odszedł z pracy w KGHM, aby nie znaleźć się w sytuacji „konfliktu interesów”.
25 maja 2005, po meczu GKS Katowice – Odra Wodzisław, w którym podjął wiele kluczowych dla przebiegu spotkania decyzji, został w drodze z boiska do szatni zaatakowany przez chuliganów. Niektóre relacje mediowe określają sędziowanie tego meczu jako prawidłowe, inne twierdzą, że sędzia prowadził mecz nieudolnie. W trakcie spotkania sędzia pokazał 9 żółtych oraz 4 czerwone kartki. Pod koniec zawodów agresywni kibice zaczęli przeskakiwać otaczający boisko płot i zbierali się wokół murawy, stwarzając zagrożenie dla sędziów i zawodników. Wówczas Borski przerwał mecz, a w drodze do tunelu prowadzącego do budynku klubowego sędzia i jego asystenci zostali otoczeni przez chuliganów.
13 lipca 2006 zadebiutował w Pucharze UEFA sędziując mecz HNK Rijeka – Omonia Nikozja.
Nazwisko Marcina Borskiego znalazło się na opublikowanej w sierpniu 2006 przez „Przegląd Sportowy” liście Fryzjera. W grudniu 2007 roku w czasie procesu grupy „Fryzjera” okazało się jednak, że Borski nie utrzymywał z Ryszardem F. ps. „Fryzjer” żadnych kontaktów telefonicznych. W wyniku procesu, jaki Borski wytoczył wydawcy i dziennikarzom 15 kwietnia 2009, Sąd Okręgowy w Warszawie (I Wydział Cywilny) orzekając w pierwszej instancji uznał, iż „Przegląd Sportowy”, działając nierzetelnie oraz bazując na niesprawdzonych informacjach, naruszył dobra osobiste Marcina Borskiego. Zgodnie z wyrokiem pozwani: Marquard Media (były wydawca „Przeglądu Sportowego”), Roman Kołtoń, Antoni Bugajski, Paweł Rusiecki zobowiązani są do:
- zamieszczenia przeprosin na trzeciej stronie wspomnianego dziennika
- zapłaty zadośćuczynienia w wysokości 25 tysięcy złotych (solidarnie wszyscy pozwani) oraz 25 tysięcy złotych (solidarnie Roman Kołtoń i Marquard Media)[11].

Wyrok uprawomocnił się 4 listopada 2009 orzeczeniem Sądu Apelacyjnego w Warszawie (I Wydział Cywilny), który odrzucił apelację pozwanych, dodatkowo obciążając ich kosztami postępowania.
16 stycznia 2007 Marcin Borski po raz drugi znalazł się na ogłoszonej przez FIFA liście arbitrów dopuszczonych do sędziowania międzynarodowych spotkań piłkarskich w 2007 roku. W kwietniu 2008 UEFA zdecydowała o umieszczeniu go w specjalnym programie doskonalenia dla najzdolniejszych sędziów europejskich.
W sierpniu 2008 na zaproszenie Japońskiego Związku Piłki Nożnej przebywał w Japonii.
Od początku sezonu 2008/09 Borski wraz z Hubertem Siejewiczem i Pawłem Gilem dołączył do grona sędziów zawodowych, podpisując profesjonalny kontrakt na prowadzenie meczów Ekstraklasy S.A.
15 października 2008 zadebiutował w rozgrywkach FIFA prowadząc mecz eliminacji Mistrzostw Świata w RPA 2010 Luksemburg – Mołdawia.
W kwietniu 2009 po raz drugi został umieszczony przez UEFA w specjalnym programie doskonalenia dla najzdolniejszych sędziów europejskich.
W czerwcu 2009 tygodnik „Piłka Nożna” uznał, że Borski był najlepszym sędzią Ekstraklasy w sezonie 2008/2009”
W grudniu 2011 UEFA nominowała Borskiego na sędziego technicznego Mistrzostw Europy – EURO 2012 oraz awansowała go w swoich rankingach z kategorii First do kategorii Elite Development.
W sierpniu 2012 UEFA nominowała Borskiego na sędziego głównego meczu play-off Lidze Mistrzów pomiędzy RSC Anderlecht – AEL Limassol. Wydarzenie o tyle jest wzniosłe, ponieważ arbiter z Polski który wystąpił w podobnym meczu jak ten nastąpiła aż 1468 dni temu.
Z początku września 2012 UEFA zdecydowała o nominacji dla zespołu sędziowskiego Marcina Borskiego do meczu w fazie grupowej Ligi Mistrzów. Ostatni mecz prowadzony, przez polskich sędziów miał miejsce 21 października 2008 roku – czyli blisko cztery lata temu! Dodatkową informacją jest nominacja zespołu sędziowskiego Pawła Gila również na mecz w Lidze Mistrzów. Dla obydwu sędziów będzie to debiut na tym szczeblu europejskich rozgrywek.
Stacja telewizyjna Canal+, prowadząca w Polsce transmisje telewizyjne z meczów Ekstraklasy, przeprowadza pośród piłkarzy tejże, anonimowe ankiety dotyczące różnych sfer uprawiania tego zawodu w Polsce. Jedną z dziedzin poddawanych ocenie jest praca sędziów piłkarskich. W pierwszej edycji za sezon 2011/12 Borski (17 meczów T-ME) zdobywając 43,5% wszystkich oddanych głosów znalazł się zdecydowanie na pierwszym miejscu w kategorii „Najsłabszy sędzia” pokonując drugiego w klasyfikacji sędziego Małka (21,7%) ponad dwukrotnie większą liczbą głosów; w kategorii „Najlepszy sędzia” nie został odnotowany na żadnej z pięciu pierwszych pozycji. W podobnej ankiecie dotyczącej rundy jesiennej sezonu 2012/13 wynikiem 25,2% Borski (9 meczów T-ME) zajął drugą lokatę w kategorii „Najsłabszy sędzia” (Małek tym razem był pierwszy gromadząc 32,3% głosów), zaś w kategorii „Najlepszy sędzia” uplasował się na czwartej pozycji gromadząc 3,1% wszystkich głosów ligowców. Po zakończeniu sezonu 2012/13 specjalistyczny portal zajmujący się sędziowaniem piłki nożnej www.sedziapilkarski.pl przyznał Marcinowi Borskiemu tytuł Najlepszego Sędziego sezonu 2012/13.
22 lipca 2016 ogłosił zakończenie kariery sędziowskiej.

## Mecze sędziowane w Lidze Mistrzów UEFA
| Runda         | Data       | Mecz                              |           |   |   |
| ------------- | ---------- | --------------------------------- | --------- | - | - |
| Faza play-off | 28.08.2012 | RSC Anderlecht 2 – 0 AEL Limassol | 8 (4 + 4) | 0 | 0 |
| Faza Grupowa  | 19.09.2012 | OSC Lille 1 – 3 BATE Borysów      | 8 (3 + 5) | 0 | 0 |
| Razem         | –          | 2                                 | 16        | 0 | 0 |

## Mecze sędziowane w Lidze Europejskiej UEFA
| Runda                | Data       | Mecz                                       |           |           |           |
| -------------------- | ---------- | ------------------------------------------ | --------- | --------- | --------- |
| II runda eliminacji  | 23.07.2009 | HJK Helsinki 1 – 3 Vėtra Wilno             | 3 (1 + 2) | 0         | 0         |
| III runda eliminacji | 06.08.2009 | Sturm Graz 5 – 0 OFK Petrovac              | 2 (1 + 1) | 0         | 0         |
| Faza play-off        | 20.08.2009 | EA Guingamp 1 – 5 Hamburger SV             | 5 (2 + 3) | 0         | 0         |
| III runda eliminacji | 29.07.2010 | Győri ETO 0 – 1 Montpellier HSC            | 3 (1 + 2) | 0         | 0         |
| Faza play-off        | 19.08.2010 | Club Brugge 2 – 1 Dynama Mińsk             | 7 (3 + 4) | 0         | 1 (1 + 0) |
| Faza Grupowa         | 30.09.2010 | Steaua Bukareszt 3 – 3 Neapol              | 5 (3 + 2) | 1 (1 + 0) | 0         |
| Faza Grupowa         | 21.10.2010 | Villarreal CF 1 – 0 PAOK FC                | 4 (0 + 4) | 0         | 0         |
| Faza Grupowa         | 01.12.2010 | Zienit Petersburg 3 – 1 RSC Anderlecht     | 4 (3 + 1) | 0         | 0         |
| Round of 32          | 24.02.2011 | FC Twente 2 – 2 Rubin Kazań                | 7 (2 + 5) | 0         | 0         |
| Faza Play-off        | 25.08.2011 | Stoke City 4 – 1 Karpaty Lwów              | 2 (1 + 1) | 0         | 0         |
| Faza Grupowa         | 29.09.2011 | Metalist Charków 1 – 1 AZ Alkmaar          | 7 (3 + 4) | 0         | 0         |
| Faza Grupowa         | 03.11.2011 | Birmingham City 2 – 2 Club Brugge          | 6 (2 + 4) | 0         | 1 (1 + 0) |
| Faza Grupowa         | 14.12.2011 | Beşiktaş JK 3 – 1 Stoke City               | 4 (2 + 2) | 1 (0 +1)  | 1 (1 + 0) |
| Faza Grupowa         | 22.11.2012 | Académica Coimbra 1 – 1 Viktoria Pilzno    | 8 (5 + 3) | 0         | 2 (1 + 1) |
| III runda eliminacji | 01.08.2013 | FK Mińsk 0 – 1 St. Johnstone F.C.          | 5 (2 + 3) | 0         | 0         |
| IV runda eliminacji  | 29.08.2013 | Beşiktaş JK 2 – 0 Tromsø IL                | 4 (3 + 1) | 0         | 0         |
| Faza Grupowa         | 19.09.2013 | SV Zulte Waregem 0 – 0 Wigan Athletic F.C. | 4 (3 + 1) | 0         | 0         |
| Faza Grupowa         | 07.11.2013 | GD Estoril-Praia 0 – 0 SC Freiburg         | 7 (2 + 5) | 2 (0 + 2) | 0         |
| III runda eliminacji | 31.07.2014 | RNK Split 2 – 0 Czornomoreć Odessa         | 4 (2 + 2) | 0         | 0         |
| IV runda eliminacji  | 21.08.2014 | Karabükspor 1 – 0 AS Saint-Étienne         | 5 (2 + 3) | 0         | 0         |
| Faza Grupowa         | 02.10.2014 | Dinamo Moskwa 1 – 0 PSV Eindhoven          | 4 (1 + 3) | 0         | 0         |
| Faza Grupowa         | 02.10.2014 | Rio Ave FC 2 – 2 FC Steaua Bukareszt       | 7 (3 + 4) | 1 (1 + 0) | 0         |
| III runda eliminacji | 06.08.2015 | Dynama Mińsk 1 – 1 FC Zürich               | 9 (6 + 3) | 0         | 0         |
| Faza Grupowa         | 01.10.2015 | FK Krasnodar 2 – 1 FK Qəbələ               | 7 (3 + 4) | 0         | 0         |
| Faza Grupowa         | 05.11.2015 | FC Groningen 0 – 1 Slovan Liberec          | 3 (2 + 1) | 0         | 0         |
| II runda eliminacji  | 14.07.2016 | Beitar Jerozolima 1 – 0 Omonia Nikozja     | 7 (3 + 4) | 0         | 0         |
| Razem                | –          | 26                                         | 133       | 5         | 3         |